# 安英学
安 英学（アン・ヨンハ、안영학、1978年10月25日 - ）は、岡山県倉敷市出身の朝鮮籍の元プロサッカー選手、サッカー指導者。元北朝鮮代表選手。既婚。
一般的な朝鮮語のカナ転写法に従った場合、名前のカナ表記は「アン・ヨンハク」となるが、Jリーグにおいては、2002年から2005年までは「アン・ヨンハッ」、海外移籍を挟んで2010年以降は「アン･ヨンハ」の表記で選手登録がされている。

## 経歴
倉敷市の出身。在日朝鮮人3世であり、祖父は韓国全羅南道光陽出身。東京朝鮮中高級学校高級部に在学していたが、Jリーグにおいて「外国籍扱いしない選手」（在日枠）認定を受けるために一条校卒業資格が必要だったので立正大学進学を選択。在学中に1年先輩にあたる新井健二をチェックしていたアルビレックス新潟のスタッフに見出され、2002年に新潟に入団。新潟ではミッドフィルダーとして活躍し、2003年のJ2優勝・J1昇格に貢献した。昇格後の2004年もチームの主力選手としてプレーし、2005年から名古屋グランパスエイトへ移籍した。
2006年、韓国・Kリーグの釜山アイパークへ完全移籍。選手として朝鮮籍のままでKリーグでプレーをするのは異例のことであった。
2007年9月22日、リーグの対城南一和戦で相手DFと接触した際、安の下腹部に相手の肘が直撃し、腎臓の1/3を損傷する怪我で戦線を離れる。復帰した直後、2008年シーズンから安貞桓とのトレードで水原三星ブルーウィングスへの移籍が決定。しかし、水原の車範根監督の守備構想から外れたため、わずか9試合と出場機会に恵まれなかった。チームはリーグ優勝を果たすが、安自身には不本意なシーズンとなった。シーズン終了後に水原退団が発表され、韓国を離れることが決定していたが、最終段階で車監督が移籍に難色を示した結果、2009年シーズンは水原残留となった。しかし、このシーズンも出番には恵まれず、14試合の出場に終わった。
2010年シーズン、2010 FIFAワールドカップを6月に控え、試合に出られる環境に身を置くため、大宮アルディージャに移籍し、5年ぶりにJリーグに復帰。開幕からレギュラーとして出場していたが、シーズン途中に張外龍に代わって監督に就任した鈴木淳には評価されず、W杯による中断明けからシーズン後半戦にかけてはほとんど出場機会がなかった。
2011年より、柏レイソルに完全移籍。2012シーズン終了後に退団した。
2013年は所属チームがなく、2014年に横浜FCへ加入した。背番号は、柏レイソルで付けていた番号と同じ17。
2017年3月17日、現役を引退することが報じられた。
2018年5月に開催されるConIFAワールドフットボール・カップに出場するユナイテッド・コリアンズ・イン・ジャパンの選手兼監督として参加すると報じられた。

### 代表
朝鮮民主主義人民共和国（北朝鮮）代表としては、2002年の対韓国戦でデビュー。2006 FIFAワールドカップ・アジア予選では、各種メディアによる北朝鮮代表チームに対する取材が増える中、注目を集めた。その後も代表に選出され、2010 FIFAワールドカップ・アジア予選で再び、北朝鮮代表の中心選手の一人として招集された。2010 FIFAワールドカップ本大会でもチームの主力として出場し、グループリーグ3試合にフル出場し、3試合の総走行距離は36.22 km（1試合平均12.07 km）で、グループリーグに出場したすべての国の選手の中でも最長であった。

## ポジション
新潟時代は主に中盤の底やセンターバックなどでプレー。その後の名古屋や釜山、水原では中盤の底でプレーしていた。北朝鮮代表でも3バック（5バックとも言われる）のボランチとしてプレーする事が多かった。

## 個人成績
| 国内大会個人成績 | 国内大会個人成績 | 国内大会個人成績 | 国内大会個人成績 | 国内大会個人成績 | 国内大会個人成績 | 国内大会個人成績 | 国内大会個人成績 | 国内大会個人成績 | 国内大会個人成績 | 国内大会個人成績 | 国内大会個人成績 |
| 年度             | クラブ           | 背番号           | リーグ           | リーグ戦         | リーグ戦         | リーグ杯         | リーグ杯         | オープン杯       | オープン杯       | 期間通算         | 期間通算         |
| 年度             | クラブ           | 背番号           | リーグ           | 出場             | 得点             | 出場             | 得点             | 出場             | 得点             | 出場             | 得点             |
| 日本             | 日本             | 日本             | 日本             | リーグ戦         | リーグ戦         | リーグ杯         | リーグ杯         | 天皇杯           | 天皇杯           | 期間通算         | 期間通算         |
| ---------------- | ---------------- | ---------------- | ---------------- | ---------------- | ---------------- | ---------------- | ---------------- | ---------------- | ---------------- | ---------------- | ---------------- |
| 2002             | 新潟             | 17               | J2               | 39               | 3                | -                | -                | 2                | 2                | 41               | 5                |
| 2003             | 新潟             | 17               | J2               | 29               | 1                | -                | -                | 0                | 0                | 29               | 1                |
| 2004             | 新潟             | 17               | J1               | 26               | 3                | 4                | 0                | 1                | 0                | 31               | 3                |
| 2005             | 名古屋           | 17               | J1               | 21               | 0                | 0                | 0                | 2                | 0                | 23               | 0                |
| 韓国             | 韓国             | 韓国             | 韓国             | リーグ戦         | リーグ戦         | リーグ杯         | リーグ杯         | FA杯             | FA杯             | 期間通算         | 期間通算         |
| 2006             | 釜山             | 17               | Kリーグ          | 17               | 2                | 12               | 1                | 1                | 0                | 30               | 3                |
| 2007             | 釜山             | 17               | Kリーグ          | 22               | 3                | 8                | 1                | 2                | 0                | 32               | 4                |
| 2008             | 水原             | 17               | Kリーグ          | 4                | 0                | 5                | 0                | 1                | 0                | 10               | 0                |
| 2009             | 水原             | 17               | Kリーグ          | 14               | 2                | 0                | 0                | 3                | 0                | 17               | 2                |
| 日本             | 日本             | 日本             | 日本             | リーグ戦         | リーグ戦         | リーグ杯         | リーグ杯         | 天皇杯           | 天皇杯           | 期間通算         | 期間通算         |
| 2010             | 大宮             | 5                | J1               | 17               | 0                | 1                | 0                | 1                | 0                | 19               | 0                |
| 2011             | 柏               | 17               | J1               | 2                | 0                | 1                | 0                | 0                | 0                | 3                | 0                |
| 2012             | 柏               | 17               | J1               | 6                | 0                | 1                | 0                | 1                | 0                | 8                | 0                |
| 2014             | 横浜FC           | 17               | J2               | 27               | 2                | -                | -                | 0                | 0                | 27               | 2                |
| 2015             | 横浜FC           | 17               | J2               | 7                | 1                | -                | -                | 0                | 0                | 7                | 1                |
| 2016             | 横浜FC           | 17               | J2               | 1                | 0                | -                | -                | 0                | 0                | 1                | 0                |
| 通算             | 日本             | 日本             | J1               | 72               | 3                | 7                | 0                | 5                | 0                | 84               | 3                |
| 通算             | 日本             | 日本             | J2               | 103              | 7                | -                | -                | 2                | 2                | 105              | 7                |
| 通算             | 韓国             | 韓国             | Kリーグ          | 57               | 7                | 25               | 2                | 7                | 0                | 89               | 9                |
| 総通算           | 総通算           | 総通算           | 総通算           | 232              | 15               | 32               | 2                | 14               | 2                | 280              | 19               |

その他の公式戦
- 2012年
  - スーパーカップ 1試合0得点

| 国際大会個人成績 | 国際大会個人成績 | 国際大会個人成績 | 国際大会個人成績 | 国際大会個人成績 | FIFA      | FIFA      |
| 年度             | クラブ           | 背番号           | 出場             | 得点             | 出場      | 得点      |
| AFC              | AFC              | AFC              | ACL              | ACL              | クラブW杯 | クラブW杯 |
| ---------------- | ---------------- | ---------------- | ---------------- | ---------------- | --------- | --------- |
| 2011             | 柏               | 17               | -                | -                | 0         | 0         |
| 2012             | 柏               | 17               | 2                | 0                | -         | -         |
| 通算             | AFC              | AFC              | 2                | 0                | 0         | 0         |

## 代表歴

### 出場大会
- 北朝鮮代表
  - 2010 FIFAワールドカップ

### 試合数
- 国際Aマッチ 42試合 3得点（2002年-2012年）[9]

| 北朝鮮代表 | 国際Aマッチ | 国際Aマッチ |
| 年         | 出場        | 得点        |
| ---------- | ----------- | ----------- |
| 2002       | 1           | 0           |
| 2003       | 0           | 0           |
| 2004       | 2           | 2           |
| 2005       | 3           | 0           |
| 2006       | 0           | 0           |
| 2007       | 0           | 0           |
| 2008       | 12          | 0           |
| 2009       | 4           | 0           |
| 2010       | 6           | 0           |
| 2011       | 9           | 0           |
| 2012       | 5           | 1           |
| 通算       | 42          | 3           |

## タイトル

### クラブ
アルビレックス新潟
- Jリーグディビジョン2：1回（2003年）

水原三星ブルーウィングス
- Kリーグ：1回（2008年）
- 韓国FAカップ：1回（2009年）
- 韓国リーグカップ：1回（2008年）
- パンパシフィックチャンピオンシップ：1回（2009年）

柏レイソル
- Jリーグディビジョン1：1回（2011年）
- 天皇杯：1回（2012年）